# Berwick Bridge
Berwick Bridge, znan tudi kot Stari most, se razteza čez reko Tweed v Berwick-upon-Tweedu, Northumberland, Anglija. Sedanja zgradba je kamniti most zaščten z Grade I., zgrajen med letoma 1611 in 1624.

## Zgodovina
Pred gradnjo kamnitega mostu je prehod omogočal niz lesenih mostov, ki so bili različno uničeni zaradi poplav in vojaških akcij. James Burrell je leta 1604 postal nadzornik mestnih del, zaradi česar je bil odgovoren za vzdrževanje mostu. Prej je bil zaposlen tudi na utrdbah okoli Berwicka, preden se je Jakob VI. povzpel na angleški prestol, zaradi česar so postale odveč.
Leta 1608 je led uničil deset stebrov lesenega mostu in Burrell je pisal Robertu Cecilu, prvemu grofu Salisburyjskemu, takratnemu državnemu sekretarju, da bi priporočil gradnjo kamnitega mostu. Maja 1608 so se dogovorili za zbiranje sredstev, vendar je bilo do leta 1611 zbranih le 3300 funtov. Kapitan Berwicka sir William Bowyer ni bil zadovoljen s tem napredkom, zato je bil podan predlog za most s sedmimi kamnitimi loki čez najgloblji del reke in ostalo zgrajeno iz lesa. Po nadaljnjem sesutju starega lesenega mostu je bil tajnemu svetu predložen spremenjen predlog za v celoti kamniti most s 13 loki, ki naj bi stal dodatnih 8462 GBP in 16. maja 1611 je kralj odredil 8000 GBP. Dela na mostu so se začela 19. junija istega leta in do septembra je bilo na njegovi gradnji zaposlenih 170 mož. Na neki točki so se odločili, da zgradijo takega s 15 loki.
Leta 1618 je bilo dodeljenih dodatnih 4000 funtov, vendar je bil ta denar porabljen do leta 1620 in tajni svet je dal projekt mostu pod nadzor škofa iz Durhama Richarda Neila, preden je bilo dano več denarja. Neile je sklenil pogodbo z Burrellom in vodilnim zidarjem Lancelotom Bramstonom, da dokončata most po ceni 1750 funtov, za nadzornika pa je postavil Johna Johnsona iz Newcastla. Most je bil dokončan do septembra 1621, razen parapetov in tlakov, vendar je poplava oktobra 1621 odnesla nekaj zidakov in lesenih središč. Glede na nesrečo je bila dodeljena nepovratna sredstva v višini 3000 GBP in naslednjega marca so se dela znova začela, most pa je bil odprt za promet leta 1624, čeprav so se manjša dela nadaljevala naslednje desetletje.
Most je postal manj pomemben za cestni promet, ko se je glavna pot premaknila proti zahodu, najprej do betonskega mostu Royal Tweed Bridge, zgrajenega v 1920-ih, nato pa je v 1980-ih obvoznica cesto A1 popolnoma umaknila iz Berwicka.
Je stavba I. stopnje in načrtovan spomenik.

## Opis
Most je dolg 355 m in širok 5,2 m med parapetoma, z naklonom navzgor proti severovzhodnemu koncu. Razponi niso enaki po dolžini in se gibljejo med 7,3 m in 23 m, najdaljši pa je predzadnji razpon na severovzhodnem koncu.
Zgrajen je iz peščenjaka, pridobljenega v Tweedmouthu. Stebri so zgrajeni na velikih hrastovih pilotih iz 873 dreves, večinoma vzetih iz gozda Chopwell.
Trikotni zarezi segajo do nivoja krova in postanejo zatočišča za pešce.
Most je zdaj enosmeren, od vzhoda proti zahodu. Kratko razdaljo gorvodno je Royal Tweed Bridge, ki je nasledil Berwick Bridge kot glavni cestni prehod reke Tweed pri Berwicku, ko so ga odprli leta 1928. Leta 1984 so približno miljo zahodno od Berwicka odprli most River Tweed Bridge na A1, ki vodi cesto A1 okoli mesta.